# Опочецкий округ
Опо́чецкий о́круг — административно-территориальная единица в составе Калининской области, существовавшая в 1937—1941 годах.
Постановлением Президиума ВЦИК от 11 мая 1937 года Опочецкий пограничный округ с центром в городе Опочка был образован в западной части Калининской области из части районов Великолукского округа. Включал 8 районов: Ашевский, Бежаницкий, Красногородский, Кудеверский, Локнянский, Новоржевский, Опочецкий, Пушкино-Горский.
4 мая 1938 года по новому Постановлению Президиума ВЦИК в результате упразднения Великолукского округа в состав Опочецкого округа были включены Идрицкий, Пустошкинский и Себежский район, а Ашевский, Бежаницкий и Локнянский районы Опочецкого округа перешли в прямое подчинение Калининской области.
Указом Президиума Верховного Совета РСФСР от 5 февраля 1941 года Опочецкий пограничный округ был ликвидирован. Входившие в него районы перешли в непосредственное подчинение областным органам власти.
По данным переписи населения 1939 года, в округе проживало 317,0 тыс. человек. В том числе русские — 97,6 %.

## Руководство
Первыми секретарями Опочецкого окружкома ВКП(б) были:
1. И. Я. Калинин (июль — сентябрь 1937)
2. П. Ф. Митраков (октябрь 1937 — июнь 1938)
3. К. А. Никифоров (июнь 1938 — февраль 1941)